# Pala (Kuusalu)
Pala – wieś w Estonii, w prowincji Harju, w gminie Kuusalu.